# Miguel Baeza (peleador)
Miguel Angel Baeza (Davie, Florida; 23 de agosto de 1992) es un artista marcial mixto estadounidense que compite en la división de peso wélter de Ultimate Fighting Championship.

## Primeros años
Nació en Davie, Florida, en el seno de una familia puertorriqueña. Baeza creció como un fanático del boxeo, y enumera a Félix Trinidad como uno de sus favoritos de todos los tiempos. Incursionó por primera vez en las artes marciales mixtas en 2011 como aficionado, compilando un récord de 4-0 antes de convertirse en profesional en 2015. Es cinturón negro de jiu-jitsu brasileño.

## Carrera en las artes marciales mixtas

### Dana White's Contender Series
Tras ir 6-0 en el circuito regional, fue invitado a competir en el programa Dana White's Contender Series 18. Se enfrentó a Victor Reyna y ganó el combate por decisión unánime, una victoria que le valió un contrato con la UFC.

### Ultimate Fighting Championship
Debutó en la UFC en UFC Fight Night: Joanna vs. Waterson el 12 de octubre de 2019 enfrentándose a Hector Aldana. Ganó el combate por TKO en el segundo asalto.
Se enfrentó a Matt Brown el 16 de mayo de 2020 en UFC on ESPN: Overeem vs. Harris. Ganó el combate por TKO en el segundo asalto. Esta victoria le valió el premio a la Actuación de la Noche.
Se esperaba que se enfrentara a Mickey Gall el 19 de septiembre de 2020 en UFC Fight Night: Covington vs. Woodley. Sin embargo, el 11 de septiembre, Gall se retiró por una lesión. Fue sustituido por Jeremiah Wells. El 17 de septiembre se anunció la cancelación del combate por razones no reveladas.
Se enfrentó a Takashi Sato el 28 de noviembre de 2020 en UFC on ESPN: Smith vs. Clark. Ganó el combate por sumisión en el segundo asalto. Esta victoria le valió el premio a la Actuación de la Noche.
Se enfrentó a Santiago Ponzinibbio el 5 de junio de 2021 en UFC Fight Night: Rozenstruik vs. Sakai. Perdió el combate por decisión unánime. Este combate le valió el premio a la Pelea de la Noche.
Se enfrentó a Khaos Williams el 13 de noviembre de 2021 en UFC Fight Night: Holloway vs. Rodríguez. Perdió el combate por TKO en el tercer asalto.
Se esperaba que se enfrentara a Dhiego Lima el 16 de abril de 2022 en UFC on ESPN: Luque vs. Muhammad 2. Sin embargo, Lima anunció su retiro de las MMA a principios de febrero de 2022 y posteriormente fue sustituido por André Fialho. Perdió el combate por TKO en el primer asalto.
Baeza enfrentó a Punahele Soriano el 8 de junio de 2024 en UFC on ESPN 57. Perdió la pelea por decisión unánime.

## Campeonatos y logros
- Ultimate Fighting Championship
  - Actuación de la Noche (dos veces) vs. Matt Brown y Takashi Sato[7][14]
  - Pelea de la Noche (una vez) vs. Santiago Ponzinibbio[17]

- MMAjunkie.com
  - Pelea del mes de junio de 2021 vs. Santiago Ponzinibbio[25]

## Récord en artes marciales mixtas
| Récord profesional | Récord profesional | Récord profesional |
| 14 peleas          | 10 victorias       | 4 derrotas         |
| ------------------ | ------------------ | ------------------ |
| Nocaut             | 7                  | 2                  |
| Sumisión           | 1                  | 0                  |
| Decisión           | 2                  | 2                  |

| Resultado | Récord | Oponente             | Método                                 | Evento                                  | Fecha                   | Ronda | Tiempo | Localización                      | Notas                                                            |
| --------- | ------ | -------------------- | -------------------------------------- | --------------------------------------- | ----------------------- | ----- | ------ | --------------------------------- | ---------------------------------------------------------------- |
| Derrota   | 10-4   | Punahele Soriano     | Decisión (unánime)                     | UFC on ESPN: Cannonier vs. Imavov       | 8 de junio de 2024      | 3     | 5:00   | Louisville, Kentucky              |                                                                  |
| Derrota   | 10-3   | Andre Fialho         | TKO (golpes)                           | UFC on ESPN: Luque vs. Muhammad 2       | 16 de abril de 2022     | 1     | 4:39   | Las Vegas, Nevada                 |                                                                  |
| Derrota   | 10-2   | Khaos Williams       | TKO (golpes)                           | UFC Fight Night: Holloway vs. Rodríguez | 13 de noviembre de 2021 | 3     | 1:02   | Las Vegas, Nevada                 |                                                                  |
| Derrota   | 10-1   | Santiago Ponzinibbio | Decisión (unánime)                     | UFC Fight Night: Rozenstruik vs. Sakai  | 5 de junio de 2021      | 3     | 5:00   | Las Vegas, Nevada                 | Pelea de la Noche.                                               |
| Victoria  | 10-0   | Takashi Sato         | Sumisión (estrangulamiento del brazo)  | UFC on ESPN: Smith vs. Clark            | 28 de noviembre de 2020 | 2     | 4:28   | Las Vegas, Nevada                 | Actuación de la Noche.                                           |
| Victoria  | 9-0    | Matt Brown           | TKO (golpes)                           | UFC on ESPN: Overeem vs. Harris         | 16 de mayo de 2020      | 2     | 0:18   | Jacksonville, Florida             | Actuación de la Noche.                                           |
| Victoria  | 8-0    | Hector Aldana        | TKO (patadas en las piernas y codazos) | UFC Fight Night: Joanna vs. Waterson    | 12 de octubre de 2019   | 2     | 2:32   | Tampa, Florida                    |                                                                  |
| Victoria  | 7-0    | Victor Reyna         | Decisión (unánime)                     | Dana White's Contender Series 18        | 25 de junio de 2019     | 3     | 5:00   | Las Vegas, Nevada                 | Combate de peso acordado (178 libras). Reyna no alcanzó el peso. |
| Victoria  | 6-0    | Matthew Colquhoun    | KO                                     | XFN 22                                  | 15 de diciembre de 2018 | 1     | 3:31   | Fort Lauderdale, Florida          |                                                                  |
| Victoria  | 5-0    | Leo Valdivia         | Decisión (dividida)                    | Fight Time 37                           | 1 de septiembre de 2017 | 3     | 5:00   | Fort Lauderdale, Florida          | Actuación de la Noche.                                           |
| Victoria  | 4-0    | Augustus D'Angelo    | TKO                                    | Fight Time 36                           | 7 de abril de 2017      | 2     | 1:14   | Fort Lauderdale, Florida          |                                                                  |
| Victoria  | 3-0    | Mike D'Angelo        | KO (golpes)                            | Fight Time 33                           | 21 de octubre de 2016   | 1     | 3:48   | Fort Lauderdale, Florida          | Debut en el peso wélter.                                         |
| Victoria  | 2-0    | Emre Orun            | KO (puñetazo)                          | Titan FC 40                             | 5 de agosto de 2016     | 1     | 1:45   | Coral Gables, Florida             | Combate de peso acordado (178 libras).                           |
| Victoria  | 1-0    | John McDonald        | TKO (golpes)                           | Rings of Dreams Fight Night 117         | 22 de agosto de 2015    | 1     | 1:21   | Winston-Salem, Carolina del Norte | Debut en el peso ligero.                                         |